# Grant Hall
Grant Terry Hall (Brighton, 29 ottobre 1991) è un calciatore inglese, difensore svincolato.

## Caratteristiche tecniche
È un difensore centrale.

## Carriera
Dopo aver giocato nelle giovanili del Brighton, trascorre la stagione 2007-2008 nelle giovanili del Lewes, club della quinta divisione inglese; nella stagione 2008-2009 esordisce in prima squadra (nel frattempo retrocessa in sesta divisione dopo l'ultimo posto dell'annata precedente), giocando 10 partite. Nel 2009 fa poi ritorno al Brighton, che lo aggrega nuovamente al suo settore giovanile per altre due stagioni. Nel corso della stagione 2011-2012 riceve numerose convocazioni in prima squadra (militante nella seconda divisione inglese), finché il 2 gennaio 2012 esordisce in prima squadra in occasione dell'incontro vinto 3-0 contro il Southampton; nel prosieguo della stagione gioca altre 2 partite ufficiali con la maglia dei Seagulls, entrambe in FA Cup (la prima delle quali, il 6 gennaio contro il Wrexham, è anche la sua prima presenza da titolare nel club). Nell'estate del 2012 il Brighton tenta di rinnovare il suo contratto in scadenza, ma Hall preferisce lasciare il club per firmare invece un contratto triennale con il Tottenham, club di prima divisione. Dopo aver trascorso la stagione 2012-2013 agli Spurs (con cui non scende mai in campo in partite ufficiali), nell'estate del 2013 passa insieme a Massimo Luongo in prestito allo Swindon Town, club di terza divisione, con cui nel corso della stagione segna anche il suo primo gol in carriera tra i professionisti. L'anno seguente viene invece ceduto in prestito al Birmingham City, club di seconda divisione. Trovando poco spazio (sole 7 presenze in campionato), il 25 gennaio 2015 il suo prestito viene interrotto; conclude tuttavia la stagione con un nuovo prestito in seconda divisione, questa volta al Blackpool, con cui gioca ulteriori 12 partite di campionato.
Nell'estate del 2015 dopo essersi svincolato dal Tottenham sostiene un provino con il QPR, club di seconda divisione, con cui firma poi un contratto biennale; dopo un rinnovo di contratto finisce poi per trascorrere cinque stagioni consecutive nel club, tutte in seconda divisione, mettendo a segno complessivamente 6 reti in 130 presenze tra tutte le competizioni ufficiali (119 delle quali in incontri di campionato) con la maglia del club londinese. Negli anni seguenti continua a giocare in seconda divisione, con le maglie di Middlesbrough e Rotherham Utd.

## Statistiche

### Presenze e reti nei club
Statistiche aggiornate al 9 ottobre 2018.
| Stagione        | Squadra         | Campionato      | Campionato | Campionato | Coppe nazionali | Coppe nazionali | Coppe nazionali | Coppe continentali | Coppe continentali | Coppe continentali | Altre coppe | Altre coppe | Altre coppe | Totale | Totale | Totale |
| Stagione        | Squadra         | Comp            | Pres       | Reti       | Comp            | Pres            | Reti            | Comp               | Pres               | Reti               | Comp        | Pres        | Reti        | Pres   | Reti   |        |
| --------------- | --------------- | --------------- | ---------- | ---------- | --------------- | --------------- | --------------- | ------------------ | ------------------ | ------------------ | ----------- | ----------- | ----------- | ------ | ------ | ------ |
| 2011-2012       | Brighton        | FLC             | 1          | 0          | FACup+CdL       | 2+0             | 0               |                    | -                  | -                  |             | -           | -           | 3      | 0      |        |
| 2012-2013       | Tottenham       | PL              | 0          | 0          | FACup+CdL       | 0               | 0               |                    | -                  | -                  |             | -           | -           | 0      | 0      |        |
| 2013-2014       | Swindon Town    | FL1             | 27         | 0          | FACup+CdL       | 1+3             | 0               |                    | -                  | -                  | EFL Trophy  | 3           | 0           | 34     | 0      |        |
| 2014-gen. 2015  | Birmingham City | FLC             | 7          | 0          | FACup+CdL       | 0+2             | 0               |                    | -                  | -                  |             | -           | -           | 9      | 0      |        |
| gen.-giu. 2015  | Blackpool       | FLC             | 12         | 1          | FACup+CdL       | 0               | 0               |                    | -                  | -                  |             | -           | -           | 12     | 1      |        |
| 2015-2016       | QPR             | FLC             | 39         | 1          | FACup+CdL       | 1+2             | 0               |                    | -                  | -                  |             | -           | -           | 42     | 1      |        |
| 2016-2017       | QPR             | FLC             | 34         | 0          | FACup+CdL       | 1+1             | 0               |                    | -                  | -                  |             | -           | -           | 36     | 0      |        |
| 2017-2018       | QPR             | FLC             | 4          | 0          | FACup+CdL       | 1+0             | 0               |                    | -                  | -                  |             | -           | -           | 5      | 0      |        |
| 2018-2019       | QPR             | FLC             | 12         | 0          | FACup+CdL       | 3+2             | 0               |                    | -                  | -                  |             | -           | -           | 17     | 0      |        |
| 2019-giu. 2020  | QPR             | FLC             | 30         | 5          | FACup+CdL       | 0+0             | 0               |                    | -                  | -                  |             | -           | -           | 30     | 5      |        |
| Totale QPR      | Totale QPR      | Totale QPR      | 119        | 6          |                 | 11              | 0               |                    | -                  | -                  |             | -           | -           | 130    | 6      |        |
| Totale carriera | Totale carriera | Totale carriera | 166        | 7          |                 | 19              | 0               |                    | -                  | -                  |             | 3           | 0           | 188    | 7      |        |